# Савченко, Александр Александрович
Алекса́ндр Алекса́ндрович Са́вченко (14 июня 1942, Грозный, ЧИАССР — 29 марта 2008) — советский футболист, вратарь. Мастер спорта СССР (1969).

## Биография
Начинал играть в футбол в Грозном. Первый тренер — Олег Павлович Коломиец.
В 1963 году играл за команду высшей лиги «Арарат» из Еревана и молодежную сборную Советского Союза. В течение 1964—1965 годов выступал за «Шахтёр».
Весной 1965 года Савченко перешёл в харьковский «Авангард» (в 1967 году клуб сменил название на «Металлист»). Александр быстро стал одним из лучших в клубе. Из 260 матчей, проведенных за «Металлист», более 100 — «сухие», этот рекорд не побит до сих пор.
Умер в ночь с 29 на 30 марта 2008 года.